# Tulasa Thapa
Tulasa Thapa (1970–1995) fue una joven nepalí que fue secuestrada durante la celebración del Holi en su pueblo natal de Thankot, cerca de Katmandú, en 1982 a la edad de 13 años, introducida de contrabando en Bombay a través de la ciudad fronteriza de Birganj en el distrito de Parsa, y vendida para la prostitución. Fue sistemáticamente golpeada hasta la sumisión, y luego violada repetidamente para hacerla apta para el oficio. La vendieron sucesivamente a tres burdeles diferentes en Bombay, a precios que oscilaban entre 5000 y 7000 rupias. Además del trabajo sexual que la obligaban a hacer en el burdel con un mínimo de tres clientes por noche (con un promedio de ocho), la enviaban a varios hoteles de la ciudad vestida con ropa de estilo europeo para entretener a clientes turistas europeos y árabes por 180 rupias la noche hasta que finalmente el gerente de un hotel la denunció a la policía. Tras la protesta pública, los gobiernos de India y Nepal firmaron un acuerdo de cooperación en 1985 que abordaba el rescate y repatriación de muchachas nepalíes traficadas a burdeles en la India.

## Rescate
Diez meses después, en noviembre de 1982, cuando la llevaron al Hospital JJ de Bombay, padecía una grave infección urinaria, tres tipos de enfermedades de transmisión sexual, verrugas genitales y una tuberculosis meníngea con afectación del cerebro y la médula espinal que la terminó dejando espástica y discapacitada, y finalmente la llevaría a la muerte. La Organización Popular de Salud se embarcó a fondo en la campaña “Salvemos a Tulasa”, y con el apoyo de los medios de comunicación lograron rescatarla. En el hospital, Tulasa recibió protección policial contra posibles represalias de la industria de la prostitución. Después de un período de estancia en el hogar de detención preventiva de Dongri, regresó a Nepal para ser instalada en el hogar para discapacitados de Cheshire en Jorpati. Los médicos evaluaron a Tulasa y encontraron que estaba gravemente dañada física y psicológicamente. A lo largo de los años, se mantuvo incoherente y divagando en su discurso. Usaba una silla de ruedas a tiempo completo y se quejaba de que le dolía el estómago todo el tiempo y que no podía ir al baño. Se intentó devolverla a su padre, Bir Dhoj Thapa, pero su segunda esposa la rechazó (la madre de Tulasa había muerto poco después de su secuestro) y, finalmente, su familia dejó de visitarla. En 1994 Tulasa se rompió una pierna en un intento de suicidio.

## Muerte y clamor mediático
Fue liberada de la institución en 1995, aparentemente curada, pero tuvo una recaída y murió ese mismo año a los 25 años de la tuberculosis que había adquirido mientras estuvo prostituida a la fuerza en la India.
La protesta mediática resultante hizo que los gobiernos de India y Nepal firmaran un tratado para el rescate y repatriación de muchachas nepalíes de burdeles indios. En la India, la pena por tráfico de menores se elevó de 7 a 13 años. La prostitución infantil se ha reducido en un 40%, pero sigue siendo un problema importante y no se dispone de cifras precisas. Según Reuters (Masako Iijima, "S. Asia Urged to Unite Against Child Prostitution", Reuters, 19 de junio de 1998), más del 40% de las 484 menores prostituidas rescatadas durante importantes redadas en burdeles en Bombay en 1996 eran de Nepal.
En 2000, volvió a ser noticia por un corto tiempo cuando se dictó el veredicto en el caso contra sus captores y explotadores. En el primer informe registrado el 6 de diciembre de 1982, Tulasa había señalado a 32 personas como responsables de secuestrarla y venderla a diferentes prostíbulos. Estos incluían taxistas, secuestradores y dueños de burdeles. También nombró a otros tres hombres nepalíes, Kancha Sarkhi, Lal Bahadur Kani y Uttam Kumar Pariyar, a quienes el gobierno de Nepal había arrestado y finalmente sentenciado a 20 años de prisión. De las 32 personas detenidas por la policía de Bombay, siete fueron acusadas pero puestas en libertad por falta de pruebas. Solo uno de los nueve sospechosos fue juzgado, el resto se escondió. El único acusado fue puesto en libertad por el juez por insuficiencia de pruebas.